# Ouled Hcine
Ouled Hcine  (in arabo أولاد احسين‎?) è un centro abitato e comune rurale del Marocco situato nella provincia di El Jadida, regione di Casablanca-Settat. Conta una popolazione di 32 130 abitanti (censimento 2014).